# Kwon Hyeok-kyu
Kwon Hyeok-kyu (권혁규?; Pusan, 13 marzo 2001) è un calciatore sudcoreano, centrocampista del Nantes.

## Carriera

### Club
Appassionato di calcio, cresce nel vivaio del Busan IPark, club con cui, il 14 settembre 2019, debutta da professionista nella gara di K League 2 contro il Jeonnam Dragons. 
Conquistata la promozione in K League 1 alla fine della stagione 2029, il 16 maggio seguente debutta nella massima divisione sudcoreana contro il Jeonbuk Hyundai ed il 10 luglio realizza la sua prima rete, contro il Seoul.
Nel 2021 viene annunciato il suo prestito biennale al Sangmu, club delle Forze armate sudcoreane, per svolgere il servizio di leva obbligatorio di due anni. Concluso il periodo di leva, durante la quale vince anche il campionato di seconda divisione, ritorna al Busan, che il 24 luglio 2023 lo cede a titolo definitivo al Celtic.
Nel gennaio 2024 il Celtic lo gira in prestito al St. Mirren.
Il 25 luglio 2025 viene acquistato a titolo definitivo dai francesi del Nantes, con cui firma un contratto triennale. Il 17 agosto seguente, in occasione della prima gara di campionato persa 0-1 contro il Paris Saint-Germain, fa il proprio debutto con il club.

### Nazionale
Nel 2022 ha preso parte alla Coppa d'Asia Under-23.

## Statistiche

### Presenze e reti nei club
Statistiche aggiornate al 17 agosto 2025.
| Stagione             | Squadra              | Campionato           | Campionato | Campionato | Coppe nazionali | Coppe nazionali | Coppe nazionali | Coppe continentali | Coppe continentali | Coppe continentali | Altre coppe | Altre coppe | Altre coppe | Totale | Totale | Totale |
| Stagione             | Squadra              | Comp                 | Pres       | Reti       | Comp            | Pres            | Reti            | Comp               | Pres               | Reti               | Comp        | Pres        | Reti        | Pres   | Reti   |        |
| -------------------- | -------------------- | -------------------- | ---------- | ---------- | --------------- | --------------- | --------------- | ------------------ | ------------------ | ------------------ | ----------- | ----------- | ----------- | ------ | ------ | ------ |
| 2019                 | Busan IPark          | KL2                  | 2          | 0          | CCS             | 0               | 0               |                    | -                  | -                  | -           | -           | -           | 2      | 0      |        |
| 2020                 | Busan IPark          | KL1                  | 16         | 1          | CCS             | 1               | 0               |                    | -                  | -                  | -           | -           | -           | 17     | 1      |        |
| 2021                 | Sangju Sangmu        | KL2                  | 14         | 0          | CCS             | 1               | 0               |                    | -                  | -                  | -           | -           | -           | 15     | 0      |        |
| 2022                 | Sangju Sangmu        | KL1                  | 19         | 0          | CCS             | 2               | 0               |                    | -                  | -                  | -           | -           | -           | 21     | 0      |        |
| Totale Sangju Sangmu | Totale Sangju Sangmu | Totale Sangju Sangmu | 33         | 0          |                 | 3               | 0               |                    | -                  | -                  |             | -           | -           | 36     | 0      |        |
| 2022                 | Busan IPark          | KL2                  | 5          | 0          | CCS             | 0               | 0               |                    | -                  | -                  | -           | -           | -           | 5      | 0      |        |
| 2023                 | Busan IPark          | KL2                  | 20         | 2          | CCS             | 0               | 0               |                    | -                  | -                  | -           | -           | -           | 20     | 2      |        |
| Totale Gangwon       | Totale Gangwon       | Totale Gangwon       | 43         | 3          |                 | 1               | 0               |                    | -                  | -                  |             | -           | -           | 44     | 3      |        |
| 2023-gen. 2024       | Celtic               | SP                   | 0          | 0          | CS+CdL          | 0               | 0               | UCL                | 0                  | 0                  | -           | -           | -           | 0      | 0      |        |
| gen.-giu. 2024       | St. Mirren           | SP                   | 8          | 0          | CS              | 1               | 0               |                    | -                  | -                  | -           | -           | -           | 9      | 0      |        |
| 2024-2025            | Hibernian            | SP                   | 21         | 0          | CS+CdL          | 1+0             | 0               |                    | -                  | -                  | -           | -           | -           | 22     | 0      |        |
| 2025-2026            | Nantes               | L1                   | 1          | 0          | CF              | 0               | 0               | -                  | -                  | -                  | -           | -           | 1           | 0      |        |        |
| Totale carriera      | Totale carriera      | Totale carriera      | 106        | 3          |                 | 6               | 0               |                    | -                  | -                  |             | -           | -           | 112    | 3      |        |

## Palmarès

### Club

#### Competizioni nazionali
- K League 2: 1

Sangju Sangmu: 2021